# Ланао (озеро)
Озеро Ланао (Maranao: Ranao або Ranaw) — велике стародавнє озеро в провінції Ланао-дель-Сур, Філіппіни. З площею поверхні 340 км2 (130 миля2), це найбільше озеро на Мінданао та друге за величиною озеро на Філіппінах і вважається одним із 15 стародавніх озер у світі. Вчені наполягали на включенні озера до Списку всесвітньої спадщини ЮНЕСКО.

## Історія
У 1965 році озеро Ланао було перейменовано на озеро Султан Алонто згідно з республіканським законом № 4260, який пізніше було скасовано республіканським законом № 6434 у 1972 році.
Озеро Ланао було проголошено резервацією вододілу в 1992 році президентом Корасон Акіно через президентську прокламацію № 971 для забезпечення захисту лісового покриву та водовідведення для гідроенергетики, зрошення та домашнього використання.

## Фізичні характеристики
Озеро утворилося в результаті тектонічно-вулканічної дамби улоговини між двома гірськими хребтами та краху великого вулкана. Його максимальна глибина становить 122 м., і середньою глибиною 60,3 м. Улоговина наймілкіша на півночі та поступово поглиблюється на південь.

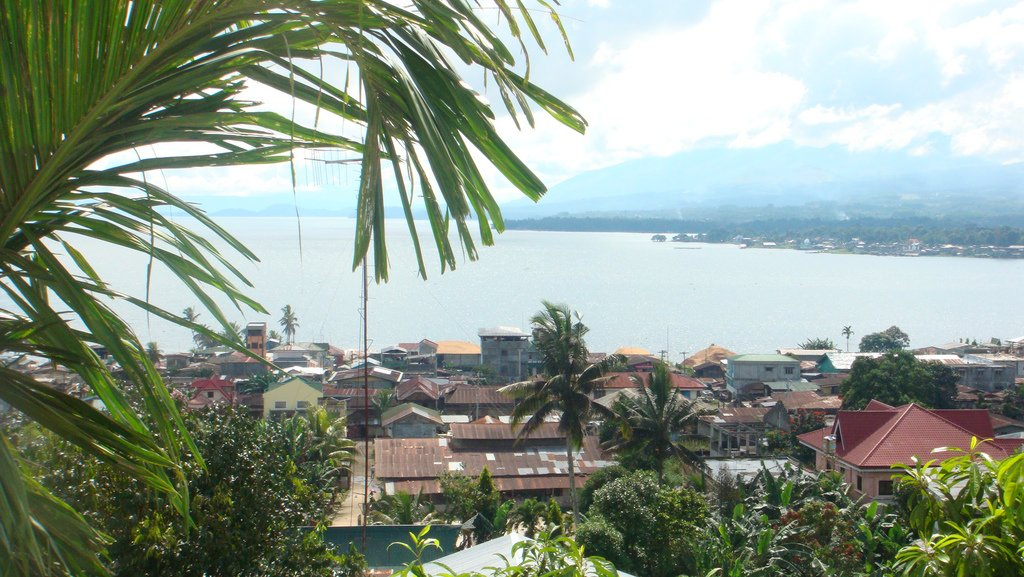
Озеро Ланао, вид з міста Мараві.

## Біорізноманіття
Озеро є (або було) домом для 17 ендемічних видів карпових риб із роду Barbodes (більшість з яких раніше були в Пунтії), а також майже ендемічного B. tumba. Він також підтримує велику кількість водоплавних птахів. Дослідження в 1992 році вдалося знайти лише три ендемічні/майже ендемічні види риб і лише два (ендемічний B. lindog і майже ендемічний B. tumba ) були знайдені в 2008 році. У 2020 році 15 ендеміків вважалися вимерлими, тоді як B. lindog і B. sirang вважалися можливо вимерлими. Вважається, що надмірний вилов риби, забруднення та конкуренція з боку інтродукованих видів спричинили вимирання. Прісноводний краб Sundathelphusa wolterecki (Parathelphusidae) є ендеміком регіону озера. У жовтні 2006 року дослідження, проведене Університетом штату Мінданао, виявило значне забруднення озера Ланао водоростями. Спочатку винуватцем забруднення вважали погану каналізацію та поводження з сільськогосподарськими відходами. Проте Міністерство сільського господарства та Бюро рибальства та водних ресурсів заявили, що ерозія ґрунту внаслідок невибіркової вирубки та екстенсивного землекористування та землеробства є проблемами, які спричинили забруднення водоростями.